# Mekyas Mulugeta
Mekyas Mulugeta (* 2000 in Rostock) ist ein deutscher Schauspieler.

## Leben
Mekyas Mulugeta arbeitete nach seinem Schulabschluss zunächst in einer Tischlerei und war als Einzelfallhelfer in Berlin tätig. Seine ersten Schauspielerfahrungen machte er im Jugendclub des Deutschen Theaters Berlin. 
2019 nahm er an einem Casting für den Coming-of-Age-Film Räuberhände teil und wurde von Regisseur İlker Çatak mit der Hauptrolle des aus zerrütteten Familienverhältnissen stammenden Samuel besetzt, der nach dem Abitur mit seinem besten Freund nach Istanbul reist, um seinen Vater zu finden. Für seine Darstellung in seinem Filmdebüt wurde Mulugeta gemeinsam seinem Co-Star Emil von Schönfels mit dem Bayerischen Filmpreis 2021 als „Bester Nachwuchsdarsteller“ ausgezeichnet. Außerdem war er zusammen mit Emil von Schönfels für den New Faces Award nominiert.
In der 3. Staffel der TV-Serie WaPo Berlin (2022) übernahm Mulugeta eine Episodenrolle als Jet-Ski-Kurierfahrer Deniz Alkan. In der 8. Staffel der TV-Serie In aller Freundschaft – Die jungen Ärzte (2022) verkörperte Mulugeta den aus schwierigen Verhältnissen stammenden 18-jährigen Jonathan Kramer, der ein Vertrauensverhältnis zu seinem behandelnden Arzt Dr. Marc Lindner (Christian Beermann) aufbaut.
Mulugeta ist als Fußballspieler in der Landesliga Brandenburg-Nord aktiv. Er lebt in Potsdam.

## Filmografie
- 2021: Räuberhände (Kinofilm)
- 2022: WaPo Berlin: Die 23 mit Koriander (Fernsehserie, eine Folge)
- 2022: Flügel aus Beton (Fernsehfilm)
- 2022: In aller Freundschaft – Die jungen Ärzte (Fernsehserie, drei Folgen)
- 2023: Die Tribute von Panem – The Ballad of Songbirds and Snakes (The Hunger Games: The Ballad of Songbirds and Snakes)